# Comarca da Terra de Trives
A Terra de Trives is een comarca van de Spaanse provincie Ourense, gelegen in de autonome regio Galicië. De hoofdstad is A Pobra de Trives en de comarca heeft 5473 inwoners (2005).

## Gemeenten
Chandrexa de Queixa, Manzaneda, A Pobra de Trives en San Xoán de Río.